# 1927 au théâtre
| Années du théâtre : 1924 - 1925 - 1926 - 1927 - 1928 - 1929 - 1930    |
| Décennies du théâtre : 1890 - 1900 - 1910 - 1920 - 1930 - 1940 - 1950 |

Cet article présente les faits marquants de l'année 1927 au théâtre.

## Pièces de théâtre publiées
- Roger Vitrac, Les Mystères de l'amour
- Ernst Toller, Hop là, nous vivons !

## Pièces de théâtre représentées
- 27 avril : Désiré de Sacha Guitry, avec Sacha Guitry, Yvonne Printemps, Pauline Carton, Théâtre Édouard VII
- 20 octobre 1927 : Les Amants de Paris de Pierre Frondaie avec Mmes Sylvie, Mady Berry et MM. Harry Baur, Pierre Blanchar et Fernand Fabre, Théâtre Sarah-Bernhardt
- 28 octobre 1927 : La Livrée de M. le Comte de Francis de Croisset d'après la pièce de Melville Collins, avec Jules Berry et Suzy Prim, Théâtre de l'Avenue
- 25 novembre 1927 :  Ventôse de Jacques Deval avec Paul Bernard, Henry Houry, Marguerite Moreno et Pauline Carton, Comédie Caumartin
- 6 décembre 1927 : Un miracle de Sacha Guitry avec Pierre Fresnay, André Lefaur et Paul Pauley, Théâtre des Variétés

## Naissances
- 30 décembre : Robert Hossein, comédien, dialoguiste et metteur en scène français († 31 décembre 2020).